# مقبرة أوروبا الجديدة (جيبوتي)
مقبرة أوروبا الجديدة هي مقبرة في مدينة جيبوتي في دولة جيبوتي. تتضمن المقبرة 850 قبراً أكثرها مسيحيون متضمناً 13 قبراً من هيئة الكومنولث لمقابر الحرب. العديد من مقابر هيئة الكومنولث لمقابر الحرب هي إحياء لذكرى مقتل الطيارين في الحرب العالمية الثانية في البلد.
يبعد 150 متراً عن طريق ترابي من مطار جيبوتي الدولي. يقع خلف حائط وغير ظاهر من الشارع الرئيسي.
من بين الموتى هومفري آرثر جيلكيس (1895-1945)، المتلقى للصليب العسكري أربع مرات لأعماله في الحرب العالمية الأولى. كان واحد من سبعة طيارين قتلوا بتحطم جوي في جيبوتي عام 1945. دفن الطيار ضابط القوات الجوية الكندية الملكية لورانس روبرت ماجواير في المقبرة.